# Мензбировское орнитологическое общество
Мензбировское орнитологическое общество — научное общество, объединяющее специалистов в области орнитологии, занимающихся изучением, охраной и рациональным использованием диких птиц, распространением орнитологических знаний. С 1992 г. МОО является преемницей ВОО — Всесоюзного орнитологического общества, образованного 19 февраля 1983 г. Орнитологи России считают 19 февраля профессиональным праздником — «Днём орнитолога». Логотип — Краснозобая казарка — птица, гнездящаяся в российской тундре.

## История

### 1983—1991 гг.
В 1982 г. в Москве был успешно проведён XVIII Международный орнитологический конгресс, в работе которого приняли участие около 1200 учёных из 50 стран. Конгресс стал катализатором давно созревшей идеи о создании научного общества среди орнитологов Советского Союза. Учредительный съезд Всесоюзного орнитологического общества (BOO; с 1992 г. — Мензбировское орнитологическое общество, МОО) — состоялся 19 февраля 1983 г. в Москве. На него собралось 212 ведущих орнитологов со всего Советского Союза. Был принят Устав BOO, избраны его руководящие органы. Президентом BOO стал В. Д. Ильичёв, вице-президентами — В. Р. Дольник, Е. Н. Курочкин, А. К. Рустамов, В. Е. Флин, учёным секретарём — В. А. Зубакин. Избран Центральный совет общества — ЦС ВОО. Всесоюзное орнитологическое общество находилось в структуре Отделения общей биологии АН СССР. В годы своего расцвета (1983—1991 гг.) общество насчитывало до 2350 индивидуальных и 15 коллективных членов, которые были объединены в 30 региональных отделений. Под эгидой BOO организовались рабочие группы (РГ) по изучению отдельных групп птиц, которые со временем приобрели самостоятельность; это группы по куликам (РГК), журавлям (РГЖ), гусеобразным (РГГ), дрофам, хищным птицам, врановым и по отдельным проблемам орнитологии (например, по изучению колониальности у птиц, по учётам птиц и др.). Обществом организовано и проведено более 45 конференций и совещаний по различным аспектам орнитологии; под эгидой BOO или его подразделений опубликовано около 50 монографий и научных сборников, периодически издавались информационные бюллетени. Общество занималось организацией и проведением «Мензбировских чтений», которые состоялись в Москве, Киеве, Ленинграде и дважды — в Туле, на родине Михаила Александровича Мензбира (1855—1935) — русского и советского зоолога и зоогеографа, основателя российской орнитологии, академика АН СССР. Ежегодно, обычно в г. Пущино, собирались Пленумы ЦС BOO, на которых решались организационные вопросы и обсуждались научные доклады. BOO установило широкие международные связи с орнитологическими общественными организациями других стран, наладило с ними обмен литературой. ВОО было объединяющим центром для исследователей птиц в Советском Союзе, центром притяжения не только для профессионалов, но и для любителей.

### 1992—2010 гг.
11 февраля 1992 г., в связи с прекращением существования СССР, состоялся чрезвычайный расширенный Пленум ЦС ВОО, на котором было принято решение о переименовании Всесоюзного орнитологического общества в Мензбировское орнитологическое общество (МОО) при Российской академии наук (РАН). В 2001 г. в Казани состоялась XI Международная конференция «Актуальные проблемы изучения и охраны птиц Восточной Европы и Северной Азии», на которую после длительного перерыва собрались орнитологи из независимых государств — бывших союзных республик, а также некоторых стран Западной Европы. Это дало возможность созвать Второй съезд МОО. На съезде зарегистрировалось 126 человек, в основном учёные из России. Состоялись выборы нового руководства: президентом МОО стал Е. Н. Курочкин, вице-президентами — П. С. Томкович и Е. А. Коблик, учёным секретарём — В. В. Конторщиков, избран новый Центральный совет в количестве 18 человек. В дальнейшем периодически проводились Пленумы ЦС МОО (чаще в Москве). Был создан первый сайт МОО, выпущено 47 информационных бюллетеней, в основном электронных, и проведены ещё две крупные XII и XIII Международные орнитологические конференции Северной Евразии (2006 г. в Ставрополе и 2010 г. в Оренбурге), изданы соответствующие тезисы и материалы. Во время Ставропольской конференции, на Третьем съезде общества, в руководящий состав МОО был введён вице-президент — А. Ф. Ковшарь — и обновлён ЦС МОО в составе 17 человек. На Оренбургской конференции и Четвёртом съезде в 2010 г. осуществлена перерегистрация членов МОО, которую прошли 111 человек; в общество вступили ещё 63 орнитолога (в том числе 29 из Казахстана и 25 из соседних среднеазиатских стран). Там же на Четвёртом съезде переизбрано руководство: президентом МОО стал А. Ф. Ковшарь, вице-президентами — В. П. Белик, Г. С. Джамирзоев, М. В. Калякин; ЦС МОО был также переизбран (13 человек), должность учёного секретаря оставалась вакантной.

### 2011—2018 гг.
После Оренбургской конференции и съезда к существующим прежде отделениям МОО — Московскому, Северо-Кавказскому и Бурятскому — прибавились новые: Украинское (г. Мелитополь), Казахстанское и Среднеазиатское отделения. В состав руководства была кооптирована новый учёный секретарь МОО — А. В. Белоусова. А. А. Лисовским создан новый сайт общества. Продолжился выпуск электронных бюллетеней, стали издаваться Труды Мензбировского орнитологического общества (2011, 2013, 2017, 2018). Северо-Кавказским отделением на регулярной основе печатаются ежегодник «Кавказский орнитологический вестник» и журнал «Стрепет», а в Алматы в виде Трудов Казахстанского и Среднеазиатского региональных отделений МОО вышла серия «Орнитологический вестник Казахстана и Средней Азии» (2012, 2013, 2014, 2017). Там же в г. Алматы в 2015 г. была проведена XIV Международная конференция Северной Евразии, а вместе с ней Пятый съезд МОО. В его работе участвовали 103 человека. Президентом МОО переизбран А. Ф. Ковшарь, вице-президенты — М. В. Калякин, Л. В. Маловичко, Э. А. Рустамов, И. И. Черничко, учёный секретарь — А. В. Белоусова. В ЦС МОО вошло 13 человек. В сентябре 2018 г. на Звенигородской биостанции МГУ, во время орнитологической конференции, посвящённой 120-летию профессора Г. П. Дементьев, прошло открытое заседание МОО, участники которого удовлетворили просьбу А. Ф. Ковшаря о сложении полномочий Президента МОО. По решению вице-президентов и ЦС МОО полномочия президента возложены на вице-президента Э. А. Рустамова.
В 2021 г. в Иркутске состоялась XV Международная конференция Северной Евразии. В её работе участвовали 83 человека.

## Почётные члены
- А. М. Болотников (1914—1994)
- Л. О. Белопольский (1907—1990)
- К. А. Вилкс (1900—1993)
- М. А. Воинственский (1916—1996)
- К. А. Воробьёв (1899—1988)
- А. И. Иванов (1902—1987)
- В. Д. Ильичёв (1937—2013)
- Ю. А. Исаков (1912—1988)
- Н. Н. Кондаков (1908—1999)
- М. Н. Корелов (1911—1995)
- Е. Н. Курочкин (1940—2011)
- Р. Н. Мекленбурцев (1905—2002)
- А. В. Михеев (1907—1999)
- А. К. Рустамов (1917—2005)
- О. И. Семёнов-Тян-Шанский (1906—1990)

Первые 10 научных конференций прошли как Всесоюзные орнитологические конференции, из них 8 — до создания общества:
- первая — январь 1956, Ленинград, посвящённая М. А. Мензбиру (1855—1935)
- вторая — август 1959, Москва
- третья — сентябрь 1962, Львов
- четвертая — октябрь 1965, Алма-Ата
- пятая — сентябрь 1969, Ашхабад, посвящённая Г. П. Дементьеву (1898—1969)
- шестая — февраль 1974, Москва
- седьмая — сентябрь 1977, Черкассы
- восьмая — август 1981, Кишинёв
- девятая — декабрь 1986, Ленинград; Первый съезд ВОО
- десятая — сентябрь 1991, Витебск
- XI орнитологическая конференция: Актуальные проблемы изучения и охраны птиц Восточной Европы и Северной Азии — январь 2001, Казань; Второй съезд МОО
- XII Международная орнитологическая конференция Северной Евразии — февраль 2006, Ставрополь; Третий съезд МОО
- XIII Международная орнитологическая конференция Северной Евразии — апрель 2010, Оренбург; Четвёртый съезд МОО
- XIV Международная орнитологическая конференция Северной Евразии — август 2015, Алматы; Пятый съезд МОО
- XV Международная орнитологическая конференция Северной Евразии — август 2021, Иркутск, посвящённая М. А. Мензбиру (1855—1935)